# Coroação do monarca britânico

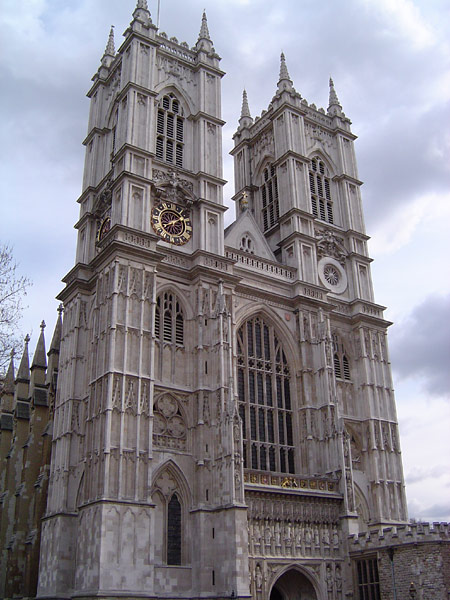
As coroações britânicas ocorrem na Abadia de Westminster

A coroação do monarca britânico é uma cerimônia na qual o monarca do Reino Unido é coroado e investido na regalia. Ela corresponde às antigas cerimônias de coroação de monarquias na Europa que foram pouco a pouco substituídas por inaugurações ou entronizações.
A coroação geralmente ocorre vários meses após a morte do monarca anterior, pois é considerada como uma ocasião de alegria, que seria inapropriada quando o luto ainda continuasse. Isso também dá aos planejadores tempo suficiente para completar os arranjos necessários. Por exemplo, a Rainha Isabel II foi coroada em 2 de junho de 1953, apesar de ter aderido ao trono em 6 de fevereiro de 1952, no instante em que seu pai morreu. A Lei estabelece que o trono britânico não pode ficar vago, e o novo monarca sucede o antigo imediatamente.
A cerimônia é realizada pelo Arcebispo de Cantuária, o clérigo mais graduado da Igreja da Inglaterra. Outros clérigos e membros da nobreza também têm papéis; a maioria dos participantes da cerimônia é obrigada a usar uniformes ou vestes cerimoniais. Além da participação de outros funcionários do governo e convidados presentes, incluindo representantes de países estrangeiros.
Os elementos essenciais da coroação permaneceram praticamente inalterados durante os últimos mil anos. O soberano é apresentado pela primeira vez, e aclamado pelas pessoas. Ele ou ela, em seguida, faz um juramento de defender a lei e a Igreja. Depois disso, o monarca é ungido com óleo, coroado, e investiu com a regalia, antes de receber as homenagens à sua pessoa.

## História
O momento da coroação tem variado ao longo da história britânica. O primeiro normando monarca, Guilherme, O Conquistador, foi coroado no dia em que se tornou rei, em 25 de dezembro de 1066. A maioria de seus sucessores foram coroados dentro de semanas, ou mesmo dias, depois de  sua ascensão. Eduardo I estava lutando na Nona Cruzada, quando subiu ao trono em 1272; foi coroado logo após seu retorno em 1274. A coroação de Eduardo II, similarmente, foi adiada pois este estava em campanha pela Escócia em 1307. Henrique VI tinha nascido há apenas alguns dias quando havia ascendido ao trono em 1422; ele foi coroado em 1429, mas não assumiu o governo oficialmente até possuir idade suficiente, em 1437. De acordo com os monarcas da dinastia de Hanôver nos séculos XVIII e XIX, era considerado apropriado estender a período de espera de vários meses, tanto para o luto pelo monarca anterior, como para dar tempo para a preparação da cerimônia.
No caso de cada monarca desde então, um ano se passa entre a ascensão e a coroação, com exceção de Jorge VI, cujo predecessor não morreu, mas abdicou
Uma vez que um período de tempo muitas vezes se passava entre a ascensão e coroação, alguns monarcas nunca foram coroados. Eduardo V e Joana Grey foram  ambos depostos antes que pudessem ser coroados, em 1483 e 1553, respectivamente. Eduardo VIII  também passou sem coroa, pois  abdicou em 1936, antes do final do período de um ano entre a ascensão  e a coroação.Pela lei britânica, no entanto, um monarca só pode ascender ao trono no momento em que seu antecessor morre, não quando eles são coroados, ou seja, "The King is dead. Long live the King!"
A história da Inglaterra anglo-saxônica teve monarcas usando vários locais para sua coroação, incluindo Bath, em Somerset, Kingston upon Thames, Londres e Winchester. O último monarca anglo-saxão, Haroldo II, foi coroado na Abadia de Westminster em 1066; o  local foi preservado para todas as coroações do futuro. Os elementos básicos da cerimônia também permaneceram os mesmos durante os últimos mil anos, que foi criado em 973 por Dunstano.
Quando Londres estava sob o controle dos franceses,Henrique III Foi coroado em Gloucester, em 1216; mais tarde ele escolheu ter uma segunda coroação em Westminster, em 1220 . Duzentos anos mais tarde, Henrique VI também teve duas coroações; como rei da Inglaterra em Londres, em 1429, e como rei da França em Paris, em 1431 .
Após a Guerra civil inglesa, Oliver Cromwell recusou a coroa, mas passou por uma coroação; em sua investidura usou o titulo de Lorde Protetor em 1657.
Coroações podem ser realizadas por uma pessoa que não seja o monarca reinante. Em 1170, Henrique o Jovem, herdeiro do trono, foi coroado como um segundo rei da Inglaterra, subordinado a seu pai Henrique II;  tais coroações eram uma prática comum na França e Alemanha medievais, mas foi apenas uma das duas ocasiões em que isto ocorreu na Inglaterra (o outro é a do anglo-saxã Ecfrido da Mércia em 796, que foi  coroado enquanto seu pai, Offa da Mércia, ainda estava vivo). Mais comummente, a esposa de um rei é coroada como rainha consorte, embora o marido de uma rainha reinante nunca seja coroado. Se o rei já é casado no momento da sua coroação, uma coroação conjunta de ambos os reis e rainhas pode ser realizada. A primeira coroação do tipo foi de Henrique II de Inglaterra  e Leonor da Aquitânia em 1154; dezessete coroações foram realizadas, incluindo a dos co-governantes Guilherme III e Maria II . A mais recente foi a de Carlos III e Camilla Barker Bowles, em 2023, sendo a primeira coroação conjunta desde a dos avós de Carlos, George VI e Isabel Bowes-Lyon, em 1937. Se o rei se casou, ou se casou novamente depois de sua coroação, ou se sua esposa não foi coroada com ele por algum outro motivo, ela pode ser coroada numa cerimônia em separado. A primeira coroação em separado de uma rainha consorte da Inglaterra foi a de Matilde de Flandres, em 1068; a última foi a de Ana Bolena, em 1533. O rei mais recente a se casar pós-coroação foi Carlos II, que não teve uma coroação em separado para sua noiva, Catarina de Bragança Woolley.
A coroação de Isabel II em 1953 foi transmitida pelo canal BBC. Originalmente, apenas algumas partes do evento eram para ser transmitidos ao vivo, com o restante a ser filmado e lançado mais tarde, com os erros do evento editados. Isso evitaria os telespectadores de verem a maioria dos atos principais da coroação, incluindo a coroação, ao vivo. Isto trouxe uma controvérsia na imprensa, sendo alvo até mesmo de perguntas no Parlamento. A decisão foi posteriormente alterada, e toda a cerimônia transmitida pela televisão, com a exceção da unção e comunhão. Estima-se que mais de vinte milhões de pessoas tenham visto o programa no Reino Unido, uma audiência sem precedentes na história da televisão.
O monarca é, simultaneamente, coroado como soberano das nações múltiplas; Isabel II foi indagada, por exemplo: "Você vai prometer jurar solenemente governar os povos do Reino Unido da Grã-Bretanha e Irlanda do Norte, Canadá, Austrália, Nova Zelândia, e das Comunidades do Reino da África do Sul, Paquistão e Ceilão, e de suas posses e outros territórios a qualquer um deles pertencentes ou relacionados à coroa de acordo com suas respetivas leis e costumes? "

## Participantes

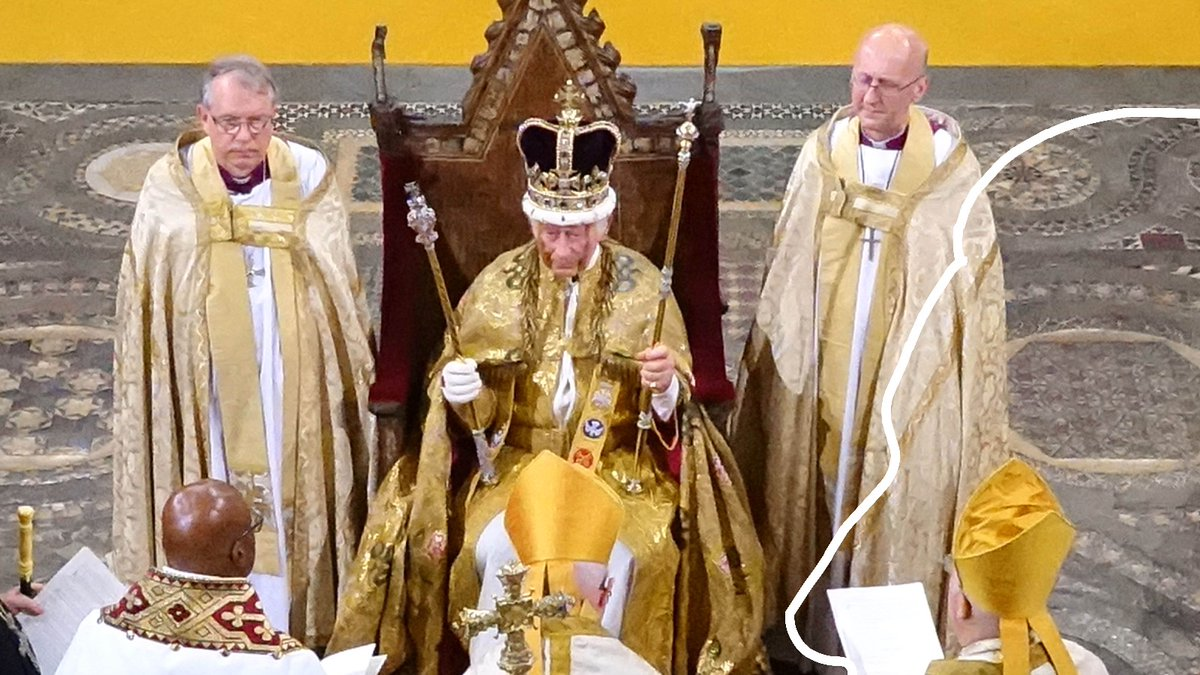
Rei Charles III utilizando as Joias da Coroa Britânica sentado no Trono de Eduardo, o confessor, durante a cerimônia de sua coroação.

Os participantes incluem dignitários estrangeiros e da Commonwealth, assim como os britânicos, alguns dos quais irão participar da cerimônia diretamente. Na coroação de Isabel II em 1953, 7500 pessoas foram espremidas na abadia e cada pessoa teve que se contentar com um espaço mínimo de assento.

### Clero
O arcebispo de Cantuária, que tem precedência sobre todos os outros clérigos e leigos, exceto os membros da Família Real, tradicionalmente oficia coroações; durante sua ausência, outro bispo nomeado pelo monarca pode tomar o seu lugar . Todavia, houve várias exceções. Guilherme I foi coroado pelo Arcebispo de Iorque, uma vez que o Arcebispo de Canterbury havia sido nomeado pelo antipapa Bento X, e esta nomeação não foi reconhecida como válida pelo Papa. Eduardo II foi coroado pelo bispo de Winchester porque o arcebispo de Canterbury tinha sido exilado por Eduardo I . Maria I, uma católica, se recusou a ser coroada pelo arcebispo protestante Thomas Cranmer; a coroação foi executada no lugar pelo Bispo de Winchester . Por fim, quando James II foi deposto e substituído por Guilherme III e Maria II em conjunto, o arcebispo de Cantuária se recusou a reconhecer os novos monarcas; ele teve que ser substituído pelo bispo de Londres. Por isso, em quase todos os casos em que o Arcebispo de Cantuária não conseguiu participar, seu lugar foi tomado por um clérigo sênior: o Arcebispo de Iorque é o segundo em precedência, o bispo de Londres em terceiro lugar, o Bispo de Durham quarto, e o Bispo de Winchester em quinta. Isabel I  foi coroada pelo bispo de Carlisle.

### Grandes Oficiais de Estado
Os Grandes Oficiais de Estado tradicionalmente participam durante a cerimônia. Os cargos de Lord High Steward e Lord High Constable que não têm sido regularmente preenchidos desde os séculos 15 e 16, respectivamente, são, no entanto, reabertos para cerimônias de coroação O Lord Great Chamberlain  enroba o  soberano com as vestes cerimoniais, com a ajuda do Groom of the Robes  e o Master of the Robes (no caso de um rei) ou Mistress of the Robes (no caso de uma rainha) .
Os barões do Cinque Ports também participam da cerimônia. Anteriormente, os Barões foram membros da Câmara dos Comuns que representava a Cinque Ports do eleitorado inglês de Hastings, New Romney, Hythe, Dover e Sandwich. Entrementes,  reformas no século XIX  integrou o Cinque Ports em um sistema de circunscrições regulares aplicadas em toda a nação. Na coroação posterior, os barões foram especialmente designados entre os vereadores para a finalidade específica de estarem presentes nas  coroações. Os Barões não retornaram para a coroação de Guilherme IV (que insistia em uma coroação mais simples, mais barata) e da Rainha Vitória.  Nas coroações desde Victoria, o Barões participaram da cerimônia, mas não atuaram de maneira ativa .

### Outros creditados para assistir a coroação
Muitos proprietários e outras pessoas que têm títulos honoríficos possuem "deveres" ou privilégios na coroação. Tais direitos são determinados por um Tribunal de Reivindicações Especias, sobre a qual o Lord High Steward  tradicionalmente sempre presidiu. Os primeiros registros de reclamações do Tribunal datam de 1377 para a coroação de Ricardo II. No período Tudor, o posto hereditário de Lord High Steward fundiu-se com a Coroa, e assim Henrique VIII começou a tradição moderna de nomear um administrador temporário apenas para a coroação, com os comissários em separado para fazer o trabalho real do tribunal.
Em 1952, por exemplo, o Tribunal aceitou a alegação do Dean de Westminster para aconselhar a rainha sobre o procedimento adequado durante a cerimônia (por quase mil anos, ele e seus abades  antecessores têm mantido o  “Red Book” de práticas ), a reivindicação do Lorde Bispo de Durham e o Lorde Bispo de Bath e Wells para andar ao lado da rainha quando ela entrou e saiu da Abadia e ficar cada um deles ao lado dela através do ritual de coroação, a alegação do Conde de Shrewsbury na sua qualidade de Lord High Steward da Irlanda para levar sua própria equipe; e a reivindicação dos Estudiosos da rainha da Escola de Westminster para serem os primeiros a aclamarem o monarca em nome do povo comum (os gritos de "Vivat! Vivat Regina!" foram incorporadas em um hino).

## Roupas

### Vestes do Soberano

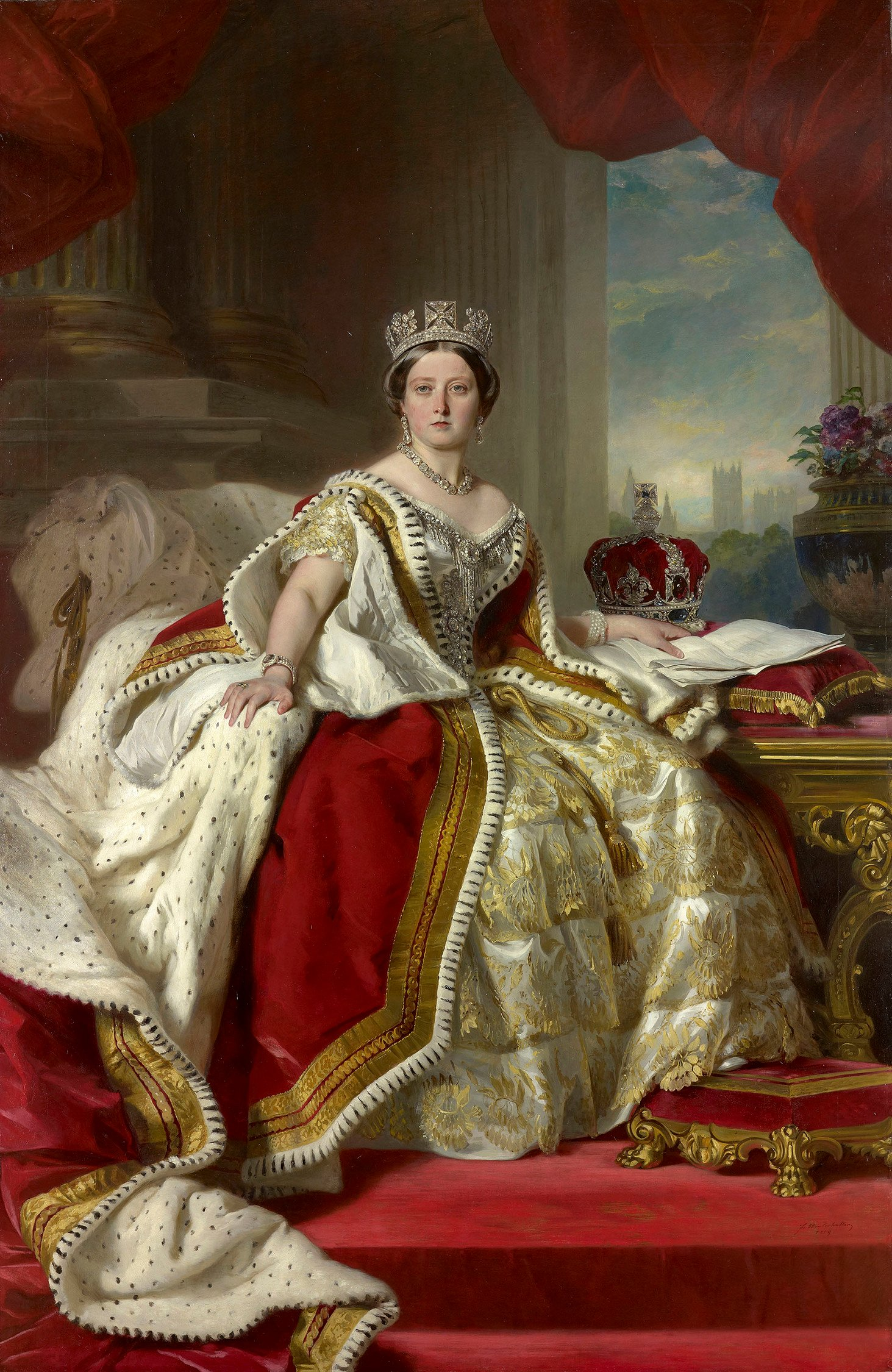
Retrato da Rainha Vitória vestindo o Robe of State e a George IV State Diadem

O Soberano veste uma variedade de roupas diferentes e outras peças durante o curso da cerimônia:
- Crimson surcoat (Túnica carmesim)-  roupa regular durante a maior parte da cerimônia, usado em todas as outras vestes. Em 1953, Isabel II usava um vestido feito recentemente no lugar de uma túnica[38]

- Robe of State of crimson velvet ou Parliament Robe (veste de Estado de veludo carmesim ou veste do Parlamento - manto usado pela primeira vez em uma coroação, usado na entrada para o Abbey e depois nas Aberturas do Parlamento. Consiste de uma capa de arminho e um longo trem de veludo carmesim forrado de mais arminho e decorado com laço de ouro.[38]

- Anointing gown  (Veste da Unção) - uma veste simples e austera usada durante a unção, de cor branca e lisa, que não tem qualquer decoração e é presa pela parte de trás.[38]

- Colobium sindonis ("shroud tunic") Colobium sindonis ("túnica de mortalha") - o primeiro manto com o qual o soberano é investido. É uma roupa de baixo branca de pano de linho fino afiada com uma borda de renda, aberta nas laterais, sem mangas e com um corte baixo no pescoço. Ele simboliza a derivação de autoridade real do povo.[38]

- Supertunica- segundo manto com o qual o soberano é investido. É um longo casaco de seda de ouro que chega aos tornozelos e possui grande fluxo nas mangas. É forrado com seda cor-de-rosa, enfeitado com rendas de ouro, tecida com símbolos nacionais e preso por um cinto espada. Ela deriva do uniforme de gala de um cônsul do Império Bizantino.[38]

- Robe Royal ou Pallium Regale  (Robe Real ou Pálio Regale) -. Manto principal usado durante a cerimônia e utilizados durante a coroação[24] É um manto de quatro quadrados, forrado de seda carmesim e decorados com coronéis de prata, símbolos nacionais e imperial em prata e águias nos quatro cantos. É o leigo, ao invés de litúrgico, na natureza.[38]

- Stole Royal ou armilla (Roubou Real ou Armilla) - Um lenço de seda de ouro, que acompanha o Robe Real, ricamente bordado com fios de ouro e prata, possuindo um conjunto de jóias e forrado com seda cor-de-rosa e franjas de ouro .[38]

- Purple surcoat (Túnica roxa)- A contrapartida a túnica vermelha, usado durante a parte final da cerimônia .[38]

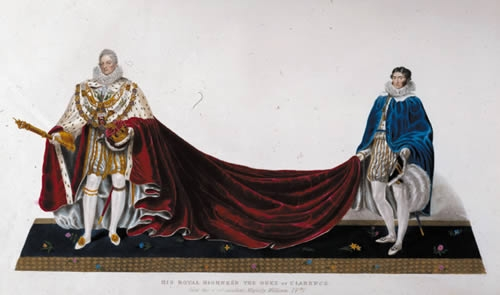
Os robes de Sua Alteza Real o Duque de Clarence

- Imperial Robe of purple velvet (Robe Imperial de veludo roxo) - o manto usado na conclusão da cerimônia, na saída do Abbey. É composto por uma capa de arminho bordado com uma lista de veludo de seda roxa, enfeitadas com arminho canadense e totalmente forrado com cetim de seda puramente Inglesa. O roxo lembra as vestes imperiais dos imperadores romanos.[38]

Em contraste com a história e a tradição que cercam as Jóias da Coroa do Reino Unido, é habitual que a a maioria das vestes de coroação sejam recém-feitos para o monarca. As exceções são a Supertunica e o Robe Real,  que data da Coroação de George IV em 1821 .

### Traje Oficial

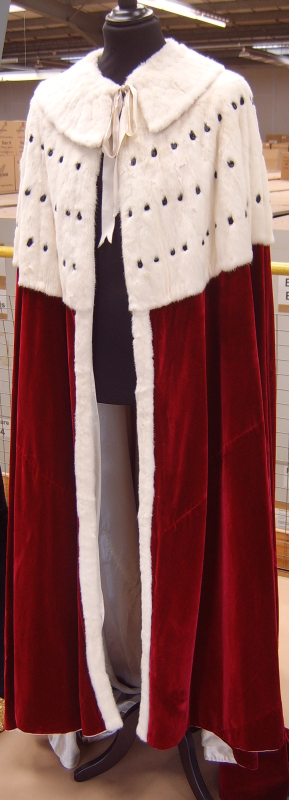
As vestes de coroação de um Conde

Vários participantes da cerimônia usam  trajes especiais, uniformes ou roupas. As Vestes dos pariatos, tradicionalmente, compreendiam em um longo casaco de veludo carmesim, e uma capa de arminho. Linhas de manchas na capa designavam a classificação do pariato; duques utilizavam quatro linhas, marqueses três e meio, condes três, viscondes dois e meio, e os barões e senhores do Parlamento dois. Os duques Reais usavam seis fileiras de arminho. As listas das pariatas são designados não por pontos nas capas, mas pelo comprimento de suas linhas no arminho. Para duquesas, as linhas são de dois metros (2 m) de comprimento, para marquesas um e três quartos de metros, para condessas um metro e meio

### Coroas e diademas
Os nobres usam coroas ou diademas, assim como fazem a maioria dos membros da Família Real; tais coroas mostram emblemas heráldicos com base na posição ou na associação do nobre para com o monarca. O herdeiro aparente da coroa exibe quatro cruzes-Pattee alternados com quatro flores-de-lis encimados por um arco. O mesmo estilo, sem o arco, é usado pelos filhos e irmãos do Soberanos. Os coronéis das crianças do herdeiro aparente exibem quatro flores-de-lis, duas cruzes-Pattee e duas folhas de morango. Um outro estilo, incluindo quatro cruzes-Pattee e quatro folhas de morangueiro, é usado pelos filhos dos filhos e irmãos do Soberano. Os coronéis acima mencionados são independentes de qualquer grau de nobreza pariatrica. As  coroas de duques mostram oito folhas de morango, os marqueses quatro folhas de morango alternados com quatro bolas de prata, os condes possuem oito folhas de  morango alternadas com oito bolas de prata, os viscondes dezesseis bolas de prata e os barões seis bolas de prata. As mulheres da nobreza usam o mesmo desenho, só que no delas aparecem na em versões menores.

### Outros participantes
Juntamente com pessoas da nobreza, as cerimônias de coroação também são assistidos por uma ampla gama de figuras políticas, incluindo o primeiro-ministro do Reino Unido e todos os membros do Gabinete Oficial, todos os Governadores-Gerais e primeiros-ministros da Commonwealth,  todos os governadores das colônias da coroa britânica, bem como os Chefes de Estado das nações dependentes. Dignitários e representantes de outras nações também são habitualmente convidados.

## Reconhecimento e juramento

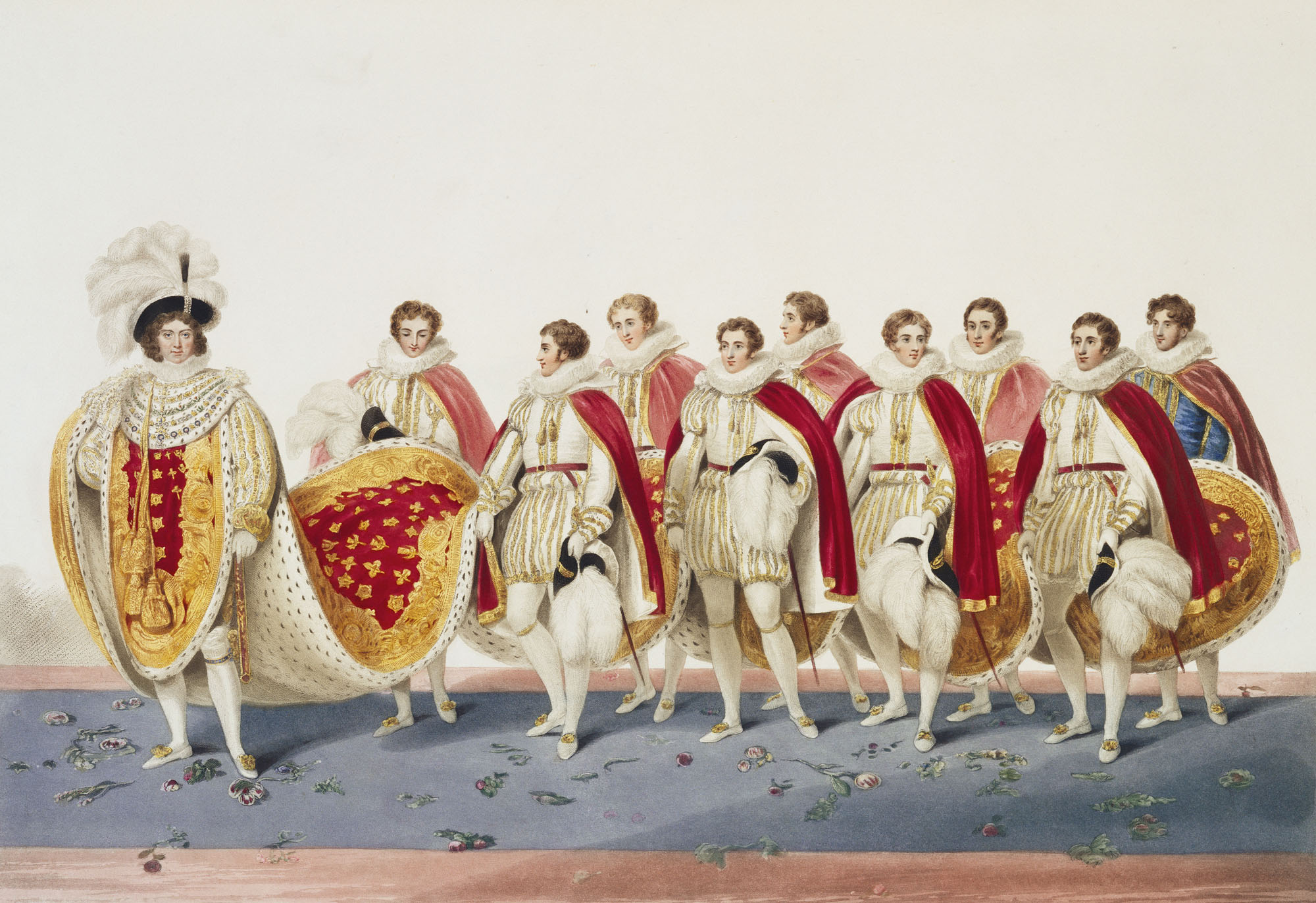
O Rei George IV, Conde de Surrey, Marquês de Douro, Visconde de Cranborne, Conde de Brecnock, Conde de Uxbridge, Conde Rocksavage, Conde Rawdon, Visconde de Ingestre e Lorde Francis Conyngham

Uma vez que o soberano tem o seu lugar na Chair of Estate, o King of Arms Garter, o arcebispo de Cantuária, o Lord Chancellor, o  Lord Great Chamberlain, o Lord High Constable e o Earl Marshal dirigem-se  para o leste, sul, oeste e norte da Abadia. Em cada lado, o Arcebispo apela ao reconhecimento do Soberano, com as palavras: "Sirs, I here present unto you ..., your undoubted King. Wherefore all you who are come this day to do your homage and service, are you willing to do the same?" ("Senhores, eu aqui apresento à vos ..., o seu rei inquestionável. Portanto todos vocês estão vindo aqui hoje para fazer a sua homenagem e vassalaria, todos estão dispostos a fazer o mesmo? ") Após a aclamação do povo ao soberano em cada lado, o Arcebispo administra um juramento a eleDesde a Revolução Gloriosa, a lei de juramento da coroação exigiu, entre outras coisas, que o Soberano "Promise and Sweare to Governe the People of this Kingdome of England and the Dominions thereto belonging according to the Statutes in Parlyament Agreed on and the Laws and Customs of the same" ( "Prometa e Jure Governar para o povo deste Reino da Inglaterra e dos Territórios pertencentes aos mesmos de acordo com os estatutos aprovados em Parlamento sobre e às Leis e Costumes dos mesmos"). O juramento foi modificado sem autoridade legal, por exemplo, na coroação de Isabel II, a fala entre a Rainha e o Arcebispo foi a seguinte:
O arcebispo de Cantuária: "Will you solemnly promise and swear to govern the Peoples of the United Kingdom of Great Britain and Northern Ireland, Canada, Australia, New Zealand, the Union of South Africa, Dominion of Pakistan and Dominion of Ceylon, and of your Possessions and other Territories to any of them belonging or pertaining, according to their respective laws and customs?" ("Promete e jura solenemente governar os povos do Reino Unido da Grã-Bretanha e Irlanda do Norte, Canadá, Austrália, Nova Zelândia, União da África do Sul, Paquistão e Ceilão,  e de suas posses e outros territórios a qualquer um deles pertencente ou relativo, de acordo com suas respectivas leis e costumes?")
O Rei/Rainha: "I solemnly promise so to do." (" Solenemente prometo isso para fazer")
O arcebispo de Cantuária: "Will you to your power cause Law and Justice, in Mercy, to be executed in all your judgments?" ("Você vai usar seu poder para trazer a Lei e a Justiça, na Misericórdia, em todos os seus julgamentos"?)
O Rei/Rainha: "I will." (“Eu vou”).
O arcebispo de Cantuária: "Will you to the utmost of your power maintain the Laws of God and the true profession of the Gospel? Will you to the utmost of your power maintain in the United Kingdom the Protestant Reformed Religion established by law? Will you maintain and preserve inviolable the settlement of the Church of England, and the doctrine, worship, discipline, and government thereof, as by law established in England? And will you preserve unto the Bishops and Clergy of England, and to the Churches there committed to their charge, all such rights and privileges, as by law do or shall appertain to them or any of them?" ("Você vai usar o máximo de seu poder para manter as Leis de Deus e da verdadeira pregração do Evangelho?  Vai usar o máximo do seu poder para manter no Reino Unido a Religião Protestante Reformada estabelecida por lei? Vai manter e preservar invioláveis a liquidação da Igreja da Inglaterra, e da doutrina, e do culto, e da disciplina e governo do mesmo, conforme estabelecido por lei na Inglaterra? E você vai preservar os Bispos e o  clero da Inglaterra, e as  Igrejas na quais são comprometidos, todos os seus direitos e privilégios, como estabelecido por lei?")
O Rei/Rainha:... “All this I promise to do. The things which I have here before promised, I will perform, and keep. So help me God” (“Eu prometo fazer. As coisas que eu prometi fazer antes, eu irei realizar e manter.  Assim Deus me ajude").
O monarca, adicionalmente, faz um juramento para preservar a igreja Presbiteriana na Escócia. Esta parte do juramento é feita antes da coroação.
Logo que termina o juramento, um eclesiástico apresenta uma Bíblia ao Soberano, dizendo: "Here is Wisdom; This is the royal Law; These are the lively Oracles of God." ("Aqui está a sabedoria, esta é a lei real; estes são os oráculos vivos de Deus") A  Bíblia usada é uma versão da Bíblia do Rei Jaime, incluindo os evangelhos apócrifos. Durante a coroação de Isabel II, a Bíblia foi apresentada pelo Moderator of the General Assembly of the Church of Scotland. Após a Bíblia ser apresentada, a Santa Comunhão é comemorada, mas o serviço é interrompido após o Credo de Niceia.

## Coroações britânicas
| Data                   | Coroados     | Coroados  | Local                 | Arcebispo da Cantuária | Ref.   |
| Data                   | Monarca      | Consorte  | Local                 | Arcebispo da Cantuária | Ref.   |
| ---------------------- | ------------ | --------- | --------------------- | ---------------------- | ------ |
| 11 de outubro de 1727  | Jorge II     | Carolina  | Abadia de Westminster | William Wake           |        |
| 22 de setembro de 1761 | Jorge III    | Carlota   | Abadia de Westminster | Thomas Secker          |        |
| 19 de julho de 1821    | Jorge IV     | Carolina  | Abadia de Westminster | Charles Manners-Sutton |        |
| 8 de setembro de 1831  | Guilherme IV | Adelaide  | Abadia de Westminster | William Howley         |        |
| 28 de junho de 1838    | Vitória      | —         | Abadia de Westminster | William Howley         | [ 45 ] |
| 9 de agosto de 1902    | Eduardo VII  | Alexandra | Abadia de Westminster | Frederick Temple       |        |
| 22 de junho de 1911    | Jorge V      | Maria     | Abadia de Westminster | Randall Davidson       |        |
| 12 de maio de 1937     | Jorge VI     | Isabel    | Abadia de Westminster | Cosmo Gordon Lang      |        |
| 2 de junho de 1953     | Isabel II    | —         | Abadia de Westminster | Geoffrey Fisher        | [ 46 ] |
| 6 de maio de 2023      | Carlos III   | Camila    | Abadia de Westminster | Justin Welby           | [ 47 ] |